# 9K119 Refleks
Die 9K119 Refleks (russisch 9К119 Рефлекс, NATO-Codename AT-11 Sniper) ist eine sowjetische Rohrrakete. Der GRAU-Index der Lenkwaffe lautet 9M119 Inwar.

## Entwicklung
Das System 9K119 Refleks wurde als Nachfolger der 9K112 Kobra konzipiert. Die Systementwicklung bei KBP in Tula begann Mitte der 1970er-Jahre. Die ersten Exemplare wurden 1984 an die sowjetischen Streitkräfte ausgeliefert. Die 9K119 Refleks kann von den Panzern T-72, T-80, T-84, T-90, der Selbstfahrlafette 2S25 Sprut-SD und der Panzerabwehrkanone 2A45 Sprut eingesetzt werden.

## Technik
Die 9M119-Rohrraketen können aus allen sowjetisch/russischen 125-mm-Panzerkanonen des Typs D-81 und deren Abkömmlingen verschossen werden. Die Ausführung Refleks kann aus dem Stand und aus der Bewegung mit bis zu 30 km/h auf stehende und bewegliche Ziele sowie gegen tieffliegende Hubschrauber eingesetzt werden, die Ausführung Swir kann nur aus dem Stand verschossen werden.
Eine Ausstoßladung treibt die Rakete aus dem Kanonenrohr, unmittelbar nach dem Verlassen des Rohres zündet der Raketenmotor und beschleunigt die Lenkwaffe auf Marschfluggeschwindigkeit. Die Steuerung der Lenkwaffe erfolgt mittels eines vom Zielfernrohr ausgesendeten Laserleitstrahles (Beam-Rider-Verfahren). Der Laserstrahl stellt ein moduliertes und kodiertes Bündel von Einzelstrahlen dar, die ein von der Lenkrakete lesbares Koordinatensystem bilden, mit dessen Hilfe deren Bordrechner die Lenkkorrekturen berechnet. Um die nominelle Reichweite von 5.000 m zu durchfliegen, benötigt die Waffe 17,6 Sekunden. Ein Ziel in einer Entfernung von 4.000 m wird in 11,7 Sekunden erreicht. Nach 28 Sekunden Flugzeit zerlegt sich der Flugkörper selbst. Der Sprengkopf besteht je nach Ausführung aus einer einfachen oder Tandemhohlladung bzw. einem thermobarischen Gefechtskopf.

## Varianten
- 9K119 Refleks: Version für die T-80 und T-90.
  - Patrone 3UBK14 mit Lenkwaffe 9M119. Reichweite 5.000 m, Panzerdurchschlag 650–700 mm RHA.
  - Patrone 3UBK20 mit Lenkwaffe 9M119M Inwar mit Tandemhohlladung. Reichweite 5.000 m, Panzerdurchschlag 700–750 mm RHA. Eingeführt 1992.
  - Patrone 3UBK20M mit Lenkwaffe 9M119M1 Inwar-M. Reichweite 5.000 m, Panzerdurchschlag 850–900 mm RHA.
  - Patrone 3UBK14F mit Lenkwaffe 9M119F. Version mit einem 4,5 kg schweren thermobarischen Gefechtskopf. Reichweite 5.000 m.
  - Patrone 3UBK14F1 mit Lenkwaffe 9M119F1. Version mit einem 9 kg schweren Splitter-/Brandgefechtskopf. Reichweite 3.500 m.

- 9K119 Swir: Version für den T-72.
  - Patrone 9UBK14 mit Lenkwaffe 9M119. Reichweite 4.000 m, Panzerdurchschlag 650–700 mm RHA.
  - Patrone 9UBK20 mit Lenkwaffe 9M119M Inwar mit Tandemhohlladung. Reichweite 4.000 m, Panzerdurchschlag 700–750 mm RHA.
  - Patrone 9UBK20M mit Lenkwaffe 9M119M1 Inwar-M. Reichweite 4.000 m, Panzerdurchschlag 850–900 mm RHA.
  - Patrone 9UBK14F mit Lenkwaffe 9M119F. Version mit einem 4,5 kg schweren thermobarischen Gefechtskopf. Reichweite 4.000 m.
  - Patrone 3UBK14F1 mit Lenkwaffe 9M119F1. Version mit einem 9 kg schweren Splitter-Brandgefechtskopf. Reichweite 3.000 m.